# Next Friday
Next Friday é um filme de comédia de 2000, e a sequência do filme de 1995 Friday. Este é o primeiro filme a ser produzido pela companhia de produção de filmes de Ice Cube, a Cubevision. O filme foi dirigido por Steve Carr, e traz Ice Cube, Mike Epps, Don "D.C." Curry, John Witherspoon, e Tommy "Tiny" Lister Jr.
Um terceiro e último filme, Friday After Next foi lançado em novembro de 2002, com um quarto filme ter sido cancelado.

## Enredo
O filme volta á cena final do primeiro filme, incluindo a luta entre Craig (Ice Cube) e Deebo (Tiny Lister, Jr.). Um boato se espalhou pela vizinhança que Deebo escapou da prisão e vai voltar procurando por Craig. Como precaução, o pai de Craig, Willie Jones (John Whiterspoon) decide deixá-lo ficar com Elroy (Don "D.C." Curry), o tio de Craig louco por sexo que acabou de ganhar na loteria, e seu primo Day-Day (Mike Epps). Inicialmente, a vida no Rancho Cucamonga parece ser ideal, porém, problemas logo crescem em diferentes áreas.

## Elenco
| - Ice Cube — Craig Jones - Mike Epps — Day-Day Jones - Justin Pierce — Roach - John Witherspoon — Mr. Jones - Don "D.C." Curry — Tio Elroy - Jacob Vargas — Joker - Amy Hill — Mrs. Ho-Kym - Clifton Powell — Pinky | - Kym Whitley — Titia Suga - Tamala Jones — D'Wana - Robyn "Lady of Rage" Allen — Baby D - Lisa Rodríguez — Karla - Tommy Lister Jr. — Deebo - Sticky Fingaz — Tyrone - Lobo Sebastian — Lil' Joker - Rolando Molina — Baby Joker - Michael Blackson — Africano Aparições de ponta: - Ronn Riser — Stanley - Michael Rapaport — Mailman |

## Trilha sonora
A trilha sonora do filme, que apresenta participações de Aaliyah, Eminem, Bizzy Bone, Ice Cube, N.W.A, Snoop Dogg, Wu-Tang Clan, e Wyclef Jean, alcançou a posição cinco nas paradas de R&B/Hip-Hop, e a posição dezenove na Billboard 200 no ano de 2000.

## Recepção
O filme foi universalmente criticados pelos críticos de cinema, ganhando uma avaliação de 20% "rotten" de Rotten Tomatoes, e no Metacritic o filme recebeu uma pontuação de 41, com base em 25 avaliações. O filme foi, porém, um sucesso de bilheteria. Next Friday arrecadou $14,465,156 em seu fim de semana de estreia em 1,103 teatros, com média de $13,114 por teatro.

### Prêmios
2000 MTV Movie Awards
- Melhor Comediante — Ice Cube (nomeado)